# Tetyana Antypenko
Tetyana Mikholaïvna Antypenko (en ukrainien : Тетяна Миколаївна Антипенко), née Zavalij (Завалій) le 24 septembre 1981 à Ouhroïdy, est une fondeuse ukrainienne.

## Biographie
Tetyana Antypenko participe à ses premières compétitions internationales junior en 2000.
Chez les seniors, elle fait ses débuts en Coupe du monde en février 2004 à Oberstdorf et en championnat du monde en 2005 au même lieu, terminant au mieux 39e à la poursuite. 
Aux Jeux olympiques d'hiver de 2006, elle est 45e de la poursuite, 16e du sprint par équipes, 27e du dix kilomètres classique et 8e du relais.
Aux Jeux olympiques d'hiver de 2010, elle est 31e de la poursuite, 13e du relais et 21e du trente kilomètres classique, son meilleur résultat individuel lors de jeux olympiques.
En 2013, elle marque ses seuls points en Coupe du monde avec une 14e place au skiathlon de Sotchi et réalise son meilleur résultat en championnat du monde avec une 19e place sur le trente kilomètres classique à Val di Fiemme, où elle est aussi dixième en relais. 
Aux Jeux olympiques d'hiver de 2014, elle est 52e du skiathlon, 30e du dix kilomètres classique et 12e du relais. Quatre ans plus tard à Pyeongchang, pour ses quatrièmes et ultimes jeux olympiques, elle finit au mieux 38e sur le trente kilomètres en individuel.
L'Ukrainienne prend finalement sa retraite sportive après la saison 2018-2019.
Aux Universiades, elle compte une médaille d'argent (relais en 2009).

## Palmarès

### Jeux olympiques d'hiver
| Épreuve / Édition   | Sprint                           | Sprint                           | 10 km                            | 10 km                            | Poursuite Skiathlon 2 × 7,5 km | 30 km | Relais | Relais   |
| Épreuve / Édition   | libre                            | classique                        | libre                            | classique                        | Poursuite Skiathlon 2 × 7,5 km | 30 km | Sprint | 4 × 5 km |
| JO 2006 Turin       | —                                | Épreuve inexistante à cette date | Épreuve inexistante à cette date | 27e                              | 45e                            | —     | 16e    | 8e       |
| JO 2010 Vancouver   | Épreuve inexistante à cette date | —                                | —                                | Épreuve inexistante à cette date | 31e                            | 21e   | —      | 13e      |
| JO 2014 Sotchi      | —                                | Épreuve inexistante à cette date | Épreuve inexistante à cette date | 30e                              | 52e                            | 21e   | —      | —        |
| JO 2018 Pyeongchang | Épreuve inexistante à cette date | 54e                              | 52e                              | Épreuve inexistante à cette date | 45e                            | 38e   | 19e    | —        |

Légende :
- : pas d'épreuve
- — :  Épreuve non disputée par Antypenko

### Championnats du monde
| Épreuve / Édition           | Sprint                           | Sprint                           | 10 km                            | 10 km                            | Poursuite Skiathlon 2 × 7,5 km | 30 km | Relais | Relais   |
| Épreuve / Édition           | libre                            | classique                        | libre                            | classique                        | Poursuite Skiathlon 2 × 7,5 km | 30 km | Sprint | 4 × 5 km |
| Mondiaux 2005 Oberstdorf    | Épreuve inexistante à cette date | 49e                              | 41e                              | Épreuve inexistante à cette date | 39e                            | 45e   | —      | -        |
| Mondiaux 2013 Val di Fiemme | Épreuve inexistante à cette date | 50e                              | 42e                              | Épreuve inexistante à cette date | 30e                            | 19e   | —      | 10e      |
| Mondiaux 2017 Lahti         | 63e                              | Épreuve inexistante à cette date | Épreuve inexistante à cette date | 49e                              | 35e                            | -     | 15e    | 16e      |
| Mondiaux 2019 Seefeld       | 73e                              | Épreuve inexistante à cette date | Épreuve inexistante à cette date | 44e                              | 42e                            | -     | -      | 17e      |

### Coupe du monde
- Meilleur classement général : 92e en 2013.
- Meilleur résultat individuel : 14e.

#### Classements en Coupe du monde
| Année     | Classement général final | Classement distance | Classement sprint |
| 2012-2013 | 92e                      | 67e                 |                   |

### Universiades
- Médaille d'argent sur le relais en 2009 à Harbin.

### Coupe d'Europe de l'Est
- 6 podiums, dont 4 victoires.

### Coupe de Scandinavie
- 1 podium.